# Wielka draka w dżungli
Wielka draka w dżungli – kolumbijsko-koreańsko-meksykański film animowany.
Animacja została zrealizowana przez międzynarodowy zespół pochodzący z Kolumbii, Korei Południowej i Meksyku.

## Fabuła
W meksykańskim buszu żyje plemię egzotycznych ssaków. Należący do niego zawadiaka Manu nie cieszy się dobrą opinią. Młodzieniec przyjaźni się z Sachą, córką tamtejszego wodza. Nieszczęśliwy splot przypadków sprawia, że Manu zostaje przegnany ze swojego plemienia. Rok później tajemniczy Dr Loco uprowadza Sachę. By ją uratować, Manu łączy siły z małpą o imieniu Chuy.

## Jakimi zwierzętami są postacie
Manu – Koati
Sacha (pol. Sasza) – Koati
Chuy – Szympans
dr. Loco – Człowiek
Artex – Koati
Kam – Pantera

## Obsada
| Dubbing Angielski  | Postać (Rola)      | Dubbing Polski         |
| ------------------ | ------------------ | ---------------------- |
| Drake Bell         | Manu               | Maksymilian Michasiów  |
| Alicia Silverstone | Sacha (Sasza)      | Joanna Pach-Żbikowska  |
| Rob Schneider      | Chuy               | Waldemar Barwiński     |
| Rob Schneider      | dr. Loco           | Wojciech Paszkowski    |
| Eric Lopez         | Artex              | Krzysztof Szczerbiński |
| Debra Wilson       | Kam                | Lidia Sadowa           |
| Fred Tatasciore    | Cusumba            | Adam Bauman            |
| Brianne Brozey     | mały Manu          | Antoni Scardina        |
| Jessica DiCicco    | Mała Sacha (Sasza) | Aleksandra Kowalicka   |
| Eddie Santiago     | Pacal              | Bartosz Martyna        |